# Schleuse Weener
Die Schleuse Weener ist eine Bootsschleuse an der Tidenems. Sie liegt in Weener, im Westen Ostfrieslands.

## Geschichte
Nach mehreren schweren Sturmfluten, zuletzt am 28. Januar 1901, bat der Magistrat der Stadt Weener mit einer Petition um die Bewilligung von Mitteln für den Bau einer Schutzschleuse. Sie sollte Emswasserstände, die höher als zwei Meter über Normalnull auflaufen, von der Stadt fernhalten. Der Entwurf wurde im April 1902 vom Magistrat in Auftrag gegeben und Ende 1902 fertiggestellt. Er sah eine Schutzschleuse mit einer Breite von 10 m, einer Schleusenoberkante von NN + 4,75 m, einem emsseitigen und einem hafenseitigen Stemmtor vor.
Am 15. Juni 1905 genehmigte das zuständige Ministerium einen Zuschuss in Höhe von 100.000 Mark. Das Ringen um die zusätzliche Finanzierung dauerte noch weitere Jahre und so konnte der Bauauftrag erst 1907 vergeben werden. Im März 1908 begannen die vorbereitenden Arbeiten und im Sommer 1909 war die Schleuse betriebsbereit. Die offizielle Abnahme erfolgte am 18. September 1909. Die Baukosten betrugen 229.600 Mark und lagen 5.400 Mark unter der veranschlagten Bausumme.
Im Deichschauprotokoll von 1967 wurde festgestellt, dass die Schutzschleuse die Deichsicherheit nicht mehr gewährleistet. Die Deiche waren in den 1930ern und nach der Flutkatastrophe von 1953 bereits zweimal verstärkt und erhöht worden. Durch diese Baumaßnahmen sah man die 1908 erbaute Schleuse als schwächstes Glied in der Deichkette, auch wegen des schlechten Unterhaltungszustandes. Die ursprüngliche Idee, den Deich ohne Schleuse zu schließen, konnte nach Protesten abgewendet werden. Die erforderlichen Reparatur- und Sanierungsarbeiten an der Schutzschleuse waren Ende November 1967 abgeschlossen und der Hochwasserschutz für die Stadt Weener zunächst gesichert.
In den 1970er und 1980er Jahren erfolgten weitere Deicherhöhungen und -verstärkungen und wieder bildeten die Schleusentore die niedrigste Stelle in der Deichkette. Aus diesem Grund wurde die Schutzschleuse 1991 zu einer Kammerschleuse umgebaut. Der Hafen von Weener wurde dadurch tidenunabhängig und der Schlickeintrag wurde auch verringert. Die Baukosten für die „Anpassung der Schutzschleuse Weener an die neuen Deichabmessungen“ betrugen rund 8 Mio. Deutsche Mark.

## Betrieb
Die Schleusenkammer kann Fahrzeuge bis 25 Meter Länge und 9 Meter Breite aufnehmen. Sie ist zu beiden Seiten mit einem doppelten Stemmtorpaar gesichert. Die Sportschifffahrt kann sie von April bis Oktober zu festgelegten Zeiten nutzen.